# Spatholirion ornatum
Spatholirion ornatum är en himmelsblomsväxtart som beskrevs av Henry Nicholas Ridley. Spatholirion ornatum ingår i släktet Spatholirion och familjen himmelsblomsväxter. Inga underarter finns listade.